# 全日本総合バドミントン選手権大会
全日本総合バドミントン選手権大会（ぜんにほんそうごうバドミントンせんしゅけんたいかい）は、毎年12月下旬に京王アリーナTOKYOで開催される、日本バドミントン協会(以下NBA)が主催するバドミントンの個人戦の全国大会。男女シングルスの優勝者には内閣総理大臣杯が授与され、ダブルスの優勝ペアには文部科学大臣杯が授与される。ただし2022年は授与されなかった。本大会でのシングルスの優勝選手と準優勝選手、ダブルスの優勝ペアは日本代表選手に選出される。2021年は世界バドミントン連盟主催の世界選手権が12月に延期されたことに加え、新型コロナウイルスオミクロン株の渡航禁止による隔離の影響で世界選手権出場選手が本大会に出場することができなかった。

## 出場資格
本年度NBA会員で、
- 前年度の本大会で上位8位以内に入った者。
- 本年度の全日本社会人バドミントン選手権大会で上位16位以内に入った者。
- 本年度の全日本学生バドミントン選手権大会で上位8位以内に入った者。
- 本年度の全日本教職員バドミントン選手権大会で上位4位以内に入った者。
- 本年度の全国高等学校バドミントン選手権大会で上位4位以内に入った者。
- 本年度の全日本ジュニアバドミントン選手権大会で上位4位以内に入った者。
- 本年度の日本ランキングサーキット大会後に発表された日本ランキング上位16位以内の者。
- 各地区から推薦された者（各種目それぞれ1名・1組ずつ）。
- NBA推薦者（若干名）

## 歴代優勝選手
| 回 | 年度 | 男子シングルス | 女子シングルス | 男子ダブルス        | 女子ダブルス          | 混合ダブルス           |
| -- | ---- | -------------- | -------------- | ------------------- | --------------------- | ---------------------- |
| 78 | 2024 | 田中湧士       | 宮崎友花       | 山下恭平 緑川大輝   | 志田千陽 松山奈未     | 柴田一樹 篠谷菜留      |
| 77 | 2023 | 桃田賢斗       | 杉山薫         | 古賀輝 斎藤太一     | 櫻本絢子 宮浦玲奈     | 山下恭平 篠谷菜留      |
| 76 | 2022 | 桃田賢斗       | 山口茜         | 保木卓朗 小林優吾   | 福島由紀 廣田彩花     | 金子祐樹 松友美佐紀    |
| 75 | 2021 | 田中湧士       | 奥原希望       | 高野将斗 玉手勝輝   | 宮浦玲奈 保原彩夏     | 緑川大輝 齋藤夏        |
| 74 | 2020 | 桃田賢斗       | 奥原希望       | 遠藤大由 渡辺勇大   | 福島由紀 廣田彩花     | 渡辺勇大 東野有紗      |
| 73 | 2019 | 桃田賢斗       | 奥原希望       | 遠藤大由 渡辺勇大   | 永原和可那 松本麻佑   | 渡辺勇大 東野有紗      |
| 72 | 2018 | 桃田賢斗       | 山口茜         | 園田啓悟 嘉村健士   | 福島由紀 廣田彩花     | 渡辺勇大 東野有紗      |
| 71 | 2017 | 武下利一       | 山口茜         | 遠藤大由 渡辺勇大   | 福島由紀 廣田彩花     | 渡辺勇大 東野有紗      |
| 70 | 2016 | 西本拳太       | 佐藤冴香       | 園田啓悟 嘉村健士   | 高橋礼華 松友美佐紀   | 嘉村健士 米元小春      |
| 69 | 2015 | 桃田賢斗       | 奥原希望       | 園田啓悟 嘉村健士   | 高橋礼華 松友美佐紀   | 数野健太 栗原文音      |
| 68 | 2014 | 佐々木翔       | 山口茜         | 早川賢一 遠藤大由   | 福万尚子 與猶くるみ   | 早川賢一 松友美佐紀    |
| 67 | 2013 | 田児賢一       | 三谷美菜津     | 早川賢一 遠藤大由   | 高橋礼華 松友美佐紀   | 早川賢一 松友美佐紀    |
| 66 | 2012 | 田児賢一       | 今別府香里     | 早川賢一 遠藤大由   | 高橋礼華 松友美佐紀   | 嘉村健士 米元小春      |
| 65 | 2011 | 田児賢一       | 奥原希望       | 平田典靖 橋本博且   | 高橋礼華 松友美佐紀   | 池田信太郎 潮田玲子    |
| 64 | 2010 | 田児賢一       | 廣瀬栄理子     | 平田典靖 橋本博且   | 末綱聡子 前田美順     | 平田典靖 前田美順      |
| 63 | 2009 | 田児賢一       | 廣瀬栄理子     | 平田典靖 橋本博且   | 松尾静香 内藤真実     | 平田典靖 前田美順      |
| 62 | 2008 | 田児賢一       | 廣瀬栄理子     | 池田信太郎 坂本修一 | 小椋久美子 潮田玲子   | 舛田圭太 前田美順      |
| 61 | 2007 | 佐々木翔       | 今別府香里     | 川口馨士 川前直樹   | 小椋久美子 潮田玲子   | 舛田圭太 前田美順      |
| 60 | 2006 | 佐藤翔治       | 廣瀬栄理子     | 池田信太郎 坂本修一 | 小椋久美子 潮田玲子   | 舛田圭太 前田美順      |
| 59 | 2005 | 佐藤翔治       | 米倉加奈子     | 仲尾修一 坂本修一   | 小椋久美子 潮田玲子   | 舛田圭太 前田美順      |
| 58 | 2004 | 佐藤翔治       | 廣瀬栄理子     | 舛田圭太 大束忠司   | 小椋久美子 潮田玲子   | 大束忠司 山本静香      |
| 57 | 2003 | 佐藤翔治       | 森かおり       | 舛田圭太 大束忠司   | 山本静香 山田靑子     | 大束忠司 山本静香      |
| 56 | 2002 | 舛田圭太       | 小椋久美子     | 舛田圭太 大束忠司   | 中山智香子 吉冨桂子   | 大束忠司 山本静香      |
| 55 | 2001 | 舛田圭太       | 森かおり       | 太田慎二 竹鼻拓也   | 中島暁子 吉冨桂子     | 今井紀夫 中山智香子    |
| 54 | 2000 | 舛田圭太       | 米倉加奈子     | 片山卓哉 久保田雄三 | 山本静香 山田靑子     | 今井紀夫 中山智香子    |
| 53 | 1999 | 舛田圭太       | 水井泰子       | 舛田圭太 大束忠司   | 増茂孝枝 中山智香子   | 薄智彦 川口桐香        |
| 52 | 1998 | 舛田圭太       | 田中美保       | 舛田圭太 大束忠司   | 松田治子 岩田良子     | 清水文武 田村富士美    |
| 51 | 1997 | 太田慎二       | 井田貴子       | 太田慎二 竹鼻拓也   | 増茂孝枝 中山智香子   | 宮康二 田児よし子      |
| 50 | 1996 | 須賀隆弘       | 井田貴子       | 片山卓哉 久保田雄三 | 岩田良子 松田治子     | 今井紀夫 松田治子      |
| 49 | 1995 | 町田文彦       | 水井妃佐子     | 町田文彦 渡辺清一   | 阪本雅子 松尾知美     | 気谷篤人 佐々木忍      |
| 48 | 1994 | 町田文彦       | 水井妃佐子     | 柳谷辰哉 江藤裕樹   | 阪本雅子 松尾知美     | 今井彰弘 甲斐美和      |
| 47 | 1993 | 町田文彦       | 水井妃佐子     | 柳谷辰哉 江藤裕樹   | 小池由扶子 廣田時子   | 今井彰弘 甲斐美和      |
| 46 | 1992 | 霜上和宏       | 宮村愛子       | 松浦進二 松野修二   | 小池由扶子 廣田時子   | 古賀勝志 藤本暢子      |
| 45 | 1991 | 松野修二       | 松尾知美       | 松浦進二 松野修二   | 松尾知美 捧匡子       | 辻田泰昌 松田治子      |
| 44 | 1990 | 松浦進二       | 水井妃佐子     | 松浦進二 松野修二   | 陣内貴美子 森久子     | 早戸敬雄 田代美智世    |
| 43 | 1989 | 松野修二       | 宮村愛子       | 松浦進二 松野修二   | 陣内貴美子 森久子     | 谷田尚嗣 廣田時子      |
| 42 | 1988 | 松浦進二       | 北田スミ子     | 松浦進二 松野修二   | 陣内貴美子 森久子     | 谷田尚嗣 廣田時子      |
| 41 | 1987 | 西山博司       | 北田スミ子     | 松浦進二 松野修二   | 徳田敦子 米倉よし子   | 長谷川博幸 森山弘美    |
| 40 | 1986 | 松浦進二       | 北田スミ子     | 松浦進二 松野修二   | 徳田敦子 米倉よし子   | 谷田尚嗣 高峯和子      |
| 39 | 1985 | 西山博司       | 北田スミ子     | 松浦進二 松野修二   | 高峯和子 星和枝       | 冨田章夫 冨田美千代    |
| 38 | 1984 | 銭谷欽治       | 北田スミ子     | 宮森庄吉 井上哲章   | 徳田敦子 米倉よし子   | 工士恭司 陣内貴美子    |
| 37 | 1983 | 長谷川博幸     | 東海林文子     | 松浦進二 松野修二   | 徳田敦子 米倉よし子   | 鈴木裕 関根和子        |
| 36 | 1982 | 長谷川博幸     | 北田スミ子     | 長谷川博幸 宮本幸弘 | 徳田敦子 米倉よし子   | 辻敏弘 徳永順子        |
| 35 | 1981 | 銭谷欽治       | 北田スミ子     | 銭谷欽治 西山博司   | 徳田敦子 米倉よし子   | 栂野尾昌一 栂野尾悦子  |
| 34 | 1980 | 長谷川博幸     | 北田スミ子     | 土田証雄 飯野佳孝   | 徳田敦子 米倉よし子   | 中井基夫 端洋護        |
| 33 | 1979 | 銭谷欽治       | 米倉よし子     | 池田信孝 尾崎幹雄   | 徳田敦子 米倉よし子   | 栂野尾昌一 栂野尾悦子  |
| 32 | 1978 | 銭谷欽治       | 徳田敦子       | 土田証雄 飯野佳孝   | 徳田敦子 高田幹子     | 中井基夫 千葉陽子      |
| 31 | 1977 | 銭谷欽治       | 近藤沙織       | 土田証雄 飯野佳孝   | 徳田敦子 高田幹子     | 日下昇 牛田真由美      |
| 30 | 1976 | 銭谷欽治       | 湯木博恵       | 栂野尾昌一 池田信孝 | 竹中悦子 植野恵美子   | 栂野尾昌一 竹中悦子    |
| 29 | 1975 | 小島一平       | 湯木博恵       | 土田証雄 飯野佳孝   | 竹中悦子 植野恵美子   | 今井茂満 池田美加      |
| 28 | 1974 | 銭谷欽治       | 湯木博恵       | 栂野尾昌一 池田信孝 | 湯木博恵 池田美加     | 栂野尾昌一 竹中悦子    |
| 27 | 1973 | 小島一平       | 湯木博恵       | 栂野尾昌一 池田信孝 | 相沢マチ子 竹中悦子   | 栂野尾昌一 竹中悦子    |
| 26 | 1972 | 小島一平       | 湯木博恵       | 小島一平 秋山真男   | 相沢マチ子 竹中悦子   | 堺栄一 天野博江        |
| 25 | 1971 | 栂野尾昌一     | 中山紀子       | 池田信孝 鈴木健二   | 中山紀子 湯木博恵     | 堺栄一 天野博江        |
| 24 | 1970 | 小島一平       | 竹中悦子       | 栂野尾昌一 堺栄一   | 相沢マチ子 竹中悦子   | 堺栄一 天野博江        |
| 23 | 1969 | 小島一平       | 湯木博恵       | 小島一平 秋山真男   | 相沢マチ子 竹中悦子   | 鈴木健二 有木とみ子    |
| 22 | 1968 | 小島一平       | 高橋とも子     | 小島一平 秋山真男   | 相沢マチ子 竹中悦子   | 鈴木健二 有木とみ子    |
| 21 | 1967 | 小島一平       | 高木紀子       | 小島一平 秋山真男   | 高木紀子 天野博江     | 板垣善憲 大田節子      |
| 20 | 1966 | 小島一平       | 高木紀子       | 宮永武司 堺栄一     | 高木紀子 天野博江     | 小宮好雄 上野明美      |
| 19 | 1965 | 秋山真男       | 横山満子       | 宮永武司 堺栄一     | 高木紀子 天野博江     | 東条義昭 横井文子      |
| 18 | 1964 | 宮永武司       | 高木紀子       | 宮永武司 堺栄一     | 高木紀子 天野博江     | 星野忠男 有木とみ子    |
| 17 | 1963 | 渡部紘一       | 横井文子       | 鈴木幸春 東条義昭   | 有木とみ子 三原弘美   | 星野忠男 有木とみ子    |
| 16 | 1962 | 宮永武司       | 高木紀子       | 沢田力 森晃一       | 高木紀子 諸田みや子   | 星野忠男 有木とみ子    |
| 15 | 1961 | 小宮好雄       | 秋山文子       | 沢田力 森晃一       | 木村政子 横山満子     | 杉田博 杉田良子        |
| 14 | 1960 | 小宮好雄       | 橘美智子       | 沢田力 森晃一       | 高橋泰子 長野文子     | 毛利清志 根岸純        |
| 13 | 1959 | 板垣隆房       | 田島外茂子     | 山田善康 中村智     | 田島外茂子 山崎紀久子 | 北島克英 有木とみ子    |
| 12 | 1958 | 佐藤芳朗       | 田島外茂子     | 永井栄一 並木伸裕   | 田島玲子 高橋洋子     | 貝戸肇 諸田みや子      |
| 11 | 1957 | 永井栄一       | 田島外茂子     | 永井栄一 並木伸裕   | 田島外茂子 宮川ツヤエ | 石原利道 戸田寿子      |
| 10 | 1956 | 佐藤芳朗       | 横井キヌエ     | 片石兼敏 永井栄一   | 大川良子 小林歌子     | 石原利道 戸田寿子      |
| 9  | 1955 | 片石兼敏       | 権田節子       | 片石兼敏 加藤正則   | 戸田寿子 小林桂子     | 小飼栄一 本庄純子      |
| 8  | 1954 | 上田益弘       | 大川良子       | 片石兼敏 加藤正則   | 大川良子 藤田光子     | 土谷茂己 小沢良美      |
| 7  | 1953 | 望月文雄       | 荒川とみ子     | 佐藤芳朗 山崎茂     | 小林歌子 荒川とみ子   | 渋谷弘敏 小島信        |
| 6  | 1952 | 広田敏秀       | 吉田光子       | 吉岡秀雄 藤井昴一   | 遠藤文子 荒川とみ子   | 渋谷弘敏 小島信        |
| 5  | 1951 | 広田敏秀       | 登悦子         | 広田敏秀 岡道明     | 堀江綾子 保田久子     | 渋谷弘敏 小島信        |
| 4  | 1950 | 岡淳一         | 遠藤文子       | 岡淳一 岡道明       | 遠藤文子 小林歌子     | 山田康久 田村知江子    |
| 3  | 1949 | 岡淳一         | 吉田とよ子     | 岡淳一 相馬万吉     | 吉田とよ子 田村知江子 | 山田康久 田村知江子    |
| 2  | 1948 | 岡淳一         | 吉田とよ子     | 広田敏秀 藤井光男   | 中村たき 川俣千枝子   | E・エマール 川俣千枝子 |
| 1  | 1947 | 岡淳一         | 中村たき       | 広田敏秀 藤井光男   | 中村たき 川俣千枝子   | 森勇 岡広子            |